# 呂祖望
呂祖望，字培祉、祇通（一作祇遹）、道著子。直隸河間府滄州（今河北省滄州市）人，清朝政治人物。

## 生平
順治五年，鄉試中舉；順治九年，登進士，改庶吉士。順治十一年，任陝西道監察御史。著有《西園集》。

## 轶事
王渔洋《池北偶談》载其梦为天帝召為東嶽之神，引疾歸途中离世之奇事。